# Amr Al-Halawani
Amr Al-Halawani (ou El Halawani), né le 15 mars 1985 à Menufeya, est un footballeur égyptien.
Il évolue habituellement comme milieu de terrain.

## Carrière
Amr Al-Halawani quitte en 2006 l'équipe réserve d'Al Ahly SC et commence une carrière de footballeur professionnel en Grèce. Il joue successivement à l'ollon Kalamarias, PAau E Veria, Età l'hnikós Le Pirée, Ioet à nikos Le Pirée. En 2010 il retourne en Égypte en signant à l'ENPPI Club. Il y joue toujours en 2016.
Il a joué en 2005 en équipe d'Égypte des moins de 20 ans.